# Lawrence (Kansas)
Lawrence és la sisena ciutat més gran a l'estat de Kansas (Estats Units) i seu del comtat de Douglas. És al nord-est de Kansas, 25 milles a l'est de la ciutat de Topeka i 41 milles a l'oest de Kansas City. El 2008 tenia una població estimada de 90,520 habitants. Lawrence és una ciutat universitària i és la seu de la Universitat de Kansas i de la Universitat Nacional Haskell Indian.